# 里訥斯訥斯
里訥斯訥斯（挪威語：Lindesnes）是挪威阿格德爾郡的市镇，是南挪威的一部分。區政中心位於維格蘭，總面积317平方公里，2010年人口為4,661人，人口密度為15人/平方公里。